# 3735 Třeboň
3735 Třeboň è un asteroide della fascia principale. Scoperto nel 1983, presenta un'orbita caratterizzata da un semiasse maggiore pari a 3,1070909 UA e da un'eccentricità di 0,1414478, inclinata di 5,22532° rispetto all'eclittica.
L'asteroide è dedicato alla città della Repubblica Ceca Třeboň.